# ディーペナウ
ディーペナウ (ドイツ語: Diepenau) は、ドイツ連邦共和国ニーダーザクセン州のニーンブルク/ヴェーザー郡に属すフレッケン（フレッケンとは、古くから市場開催権など一定の自治権を認められた町村。以下、本項では便宜上「町」と記述する）である。この町はザムトゲマインデ・ウフテを構成する自治体の一つである。

## 地理

### 位置
ディーペナウは、西のラーデンと東南東のヴァルムゼンとの間、グローセ・モーアの南東約7kmに位置する。

### 自治体の構成
- ブラムカンプ
- ディーペナウ
- ラーフェルスロー
- エッセルン
- シュタイブリング
- ノルデル

## 歴史
地名の "diep" の語源は現代語の "tief" （=「深い」）と勘違いされるがそうではなく、湿地や沼沢地を意味する古い言葉 "dip" に由来する。この草が生い茂った湿地からなる地は Depenouwe やその派生語で呼ばれている。
湿地に囲まれた小さなヴィックリーデ川を渡る徒渉地は、かつて広域交通路として戦略上重要な地点であった。ハノーファーからオスナブリュックに至る郵便道路はここでミンデンからオルデンブルクへ南北に通る街道と交差していた。この地はミンデン司教とホーヤ伯とが何世紀にもわたって紛争を繰り広げた。ホーヤ伯側の文書に、1283年にミンデン軍に破壊された "Depenauwe" に派兵したことが記されている。その後も双方が代わる代わる城や砦を築いては相手側が破壊する状態にあった。18世紀になるまで「ミンデンの森」の境界については様々な解釈がなされた。その後ディーペナウ城は高位の人物の宿として利用された。ハノーファーからオランダを経てイギリスへ向かうこのルートを通う途中にハノーファー王家の人々が何度も宿泊したのである。

## 行政

### 議会
ディーペナウの町議会は15議席からなる。

## 文化と見所

### 建築
- 鉄道ラーデン/ウフテ線の旧駅舎
- 風車
- 1642年に建造されたラーフェルスローの教会

### 自然
- マーリンゲン・ディーク（湖）
- シュタインブリングとエッセルンの泥炭採掘場のある湿地
- エッセルンのハイデパーク（1906年）

### 文化
- ラーフェルスローのユダヤ人墓地

### スポーツ
- MTVディーペナウはファウストボールのブンデスリーガ1部でプレイしている。
- サッカーに重点を置いた SCヴィクトリア・ラーフェルスロー
- エッセルンには TSVエッセルンとエッセルン射撃クラブがあり、スポーツ振興に寄与している。

### 年中行事
- 毎年8月最終週末にラーフェルスロー射撃クラブの大規模な射撃祭が開催される。
- 毎年10月第2週末にノルトライン＝ヴェストファーレン州まで広く知られるラーフェルスローの秋祭りが開催される。
- ラーフェスロー/ディーペナウ営業組合e.V. はラーフェルスローで毎年大規模な春祭を開催している。

## 引用
1. ↑  Landesamt für Statistik Niedersachsen, LSN-Online Regionaldatenbank, Tabelle A100001G: Fortschreibung des Bevölkerungsstandes, Stand 31. Dezember 2023